# Северо-Аргунская впадина
Се́веро-Аргу́нская впа́дина — впадина на юго-востоке Забайкальского края России, на границе с Китаем.

## Расположение
Северо-Аргунская впадина располагается между отрогами хребта Большой Хинган (с востока), а также Кличкинского и Нерчинского хребтов (с запада). Впадина начинается от устья реки Урулюнгуй и протягивается на 160 км на север-северо-восток, до села Аргунск и 10 км ниже по течению реки Аргунь. Ширина впадины колеблется от 1-2 до 20 км.

## Геология
Северо-Аргунская впадина сложена осадочными, базальтоидными и гранитоидными формациями верхнеюрского и нижнемелового возраста, в которых месторождения бурых углей, цеолитов, железа и фосфоритов. Сверху эти образования перекрывают незначительные по своей мощности кайнозойские континентальные отложения. Заложение впадины произошло в мезозое, дальнейшее формирование связано с неоген-четвертичными тектоническими движениями. Преобладающие типы ландшафта — степи, лесостепи и приречные луга.